# Четь (река)
Четь — река в Томской области, верховья в Красноярском крае России, правый приток реки Кии (бассейн Оби).
Длина реки — 432 км. Площадь водосборного бассейна — 14300 км². Среднегодовой расход воды — 66 м³/с. Питание снеговое и дождевое. Течёт по юго-восточной окраине Западно-Сибирской равнины. Река используются для лесосплава. В 2013 году в низовьях реки образовался крупный затор сплавного леса, что привело к экологической катастрофе.
Населённые пункты на реке: Боготол, Вишняково-Катеюл, Михайловка, Георгиевка, Пузаново, Тюхтет, Соловьёвка, Леонтьевка, Верх-Четск, Сплавной, Поварёнкино, Черкасск, Рубино, Покровский Яр, Четь-Конторка.

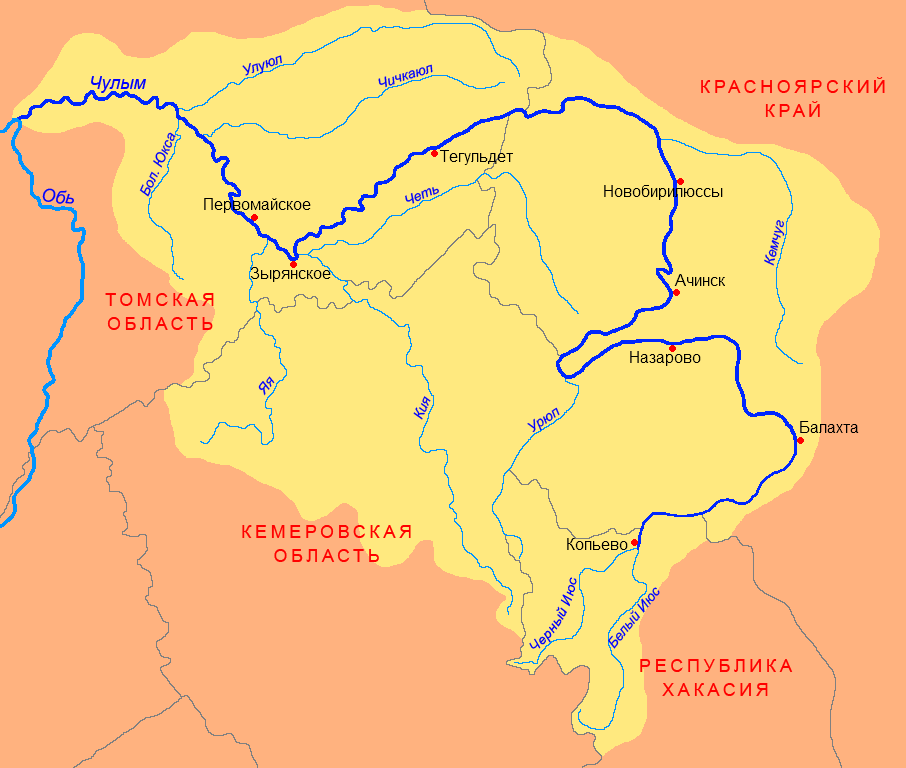
Бассейн Чулыма

## Притоки
(указано расстояние от устья)
- 3 км: Чичка
- 68 км: Бектеюл
- 83 км: Тонгул
- 115 км: Черная Речка
- 127 км: Семенова
- 131 км: Тазырачевка 2-я
- Тазырачевка
- 152 км: Сырая
- 159 км: Долгоун
- 170 км: Калистратовка
- 190 км: Айдат (Майндат)
- 204 км: Черная
- 210 км: Окунева
- 219 км: Медведка
- 236 км: Пашина
- 240 км: Щучья
- 244 км: Кандат
- 248 км: Аргудат
- 277 км: Чиндат
- 285 км: ручей Язева
- 298 км: Медведка
- 304 км: Николаевка
- 327 км: Тайлок
- 330 км: Топкий
- 333 км: Егоров
- 350 км: Даниловка (Аргутат)
- 361 км: Катык
- 362 км: Кузьминка
- 372 км: Тюхтет (Еланный Тюхтет)
- 381 км: Айдат
- 393 км: Верес
- 403 км: Поперечка

## Данные водного реестра
По данным государственного водного реестра России относится к Верхнеобскому бассейновому округу, водохозяйственный участок реки — Чулым от г. Ачинск до водомерного поста села Зырянское, речной подбассейн реки — Чулым. Речной бассейн реки — (Верхняя) Обь до впадения Иртыша.